# Куско (регион)
Ку̀ско (на испански: Cusco) е един от 25-те региона на южноамериканската държава Перу. Разположен е в южната част на страната. Куско е с площ от 71 986 км². Регионът има население от 1 205 527 жители (по преброяване от октомври 2017 г.). Столицата на Куско е едноименният град Куско, който е считан за столица на Империята на инките. В провинция Куско се намира Мачу Пикчу, исторически град на инките, който е едно от Новите седем чудеса на света.

## Провинции
Куско е разделен на 13 провинции, които са съставени от 108 района. Провинциите са:
1. Акомая
2. Анта
3. Калка
4. Канас
5. Канчис
6. Чумбивилкас
7. Куско
8. Еспинар
9. Ла Конвенсьон
10. Паруро
11. Паукартамбо
12. Куиспиканчи
13. Урубамба